# Крупский район
Кру́пский район (бел. Крупскі раён) — административная единица на северо-востоке Минской области Республики Беларусь. Административный центр — город Крупки.
Численность населения — 21 346 человек (на 1 января 2025 года).

## Административное устройство
В районе 7 сельсоветов:
- Бобрский
- Игрушковский
- Крупский
- Октябрьский
- Ухвальский
- Холопеничский
- Хотюховский

Упразднённые сельсоветы:
- Докудовский
- Яновщинский
- Выдрицкий
- Денисовичский
- Начский
- Обчугский

## География
Площадь 2138 км² (5-е место среди районов). Район граничит с Борисовским и Березинским районами Минской области, Лепельским, Чашникским и Толочинским районами Витебской области, Круглянским и Белыничским районами Могилёвской области.
На севере Крупского района располагается большая часть ландшафтного заказника республиканского значения Селява, на юго-востоке района — биологический заказник республиканского значения Денисовичский.
Водная система
Основные реки — Бобр, Можа, Нача, Еленка, Эсса.
50,7 % территории района покрыто лесом.

## Геральдика
Герб утверждён решением Крупского районного исполнительного комитета от 30 декабря 1998 года № 12/9, изменения внесены решением райисполкома от 27 мая 1999 года № 89/7. Зарегистрирован в Гербовом матрикуле Республики Беларусь 22 июня 1999 года № 35.
Флаг утверждён решением Крупского районного исполнительного комитета от 28 октября 2008 года № 935. Учреждён Указом Президента Республики Беларусь от 1 декабря 2011 года № 564 и зарегистрирован в Государственном геральдическом регистре Республики Беларусь 5 декабря 2011 года № Б-208.

## История
Район образован 17 июля 1924 года. В 1924—1930 годах входил в состав Борисовского округа, в 1930—1938 годах — в прямом республиканском подчинении, с 15 января 1938 года — в составе Минской области.
На части территории современного района располагался Холопеничский район. 8 июля 1931 года в результате упразднения Холопеничского района в состав Крупского района были переданы 5 сельсоветов, в результате упразднения Черейского района — ещё 5 сельсоветов. 12 февраля 1935 года Холопеничский район был образован повторно, и в его состав были переданы 8 сельсоветов.
20 января 1960 года в результате повторного упразднения Холопеничского района в состав Крупского района были переданы 4 сельсовета (Великохольневичский, Заборский, Хотюховский, Холопеничский) и городской посёлок Холопеничи.
20 октября 1995 года административные единицы Крупский район и город Крупки, имеющие общий административный центр, объединены в одну административную единицу — Крупский район.
26 августа 2023 года в состав Бобрского сельсовета включена территория городского посёлка Бобр, в состав Холопеничского сельсовета включена территория городского посёлка Холопеничи.

## Демография
Численность населения — 21 346 человек (на 1 января 2025 года), в том числе городское (Крупки 8 393 человек, Бобр 858 человек, Холопеничи 1 336 человек) — 10 587 человек, сельское — 10 759 человек.
Численность населения — 22 094 человек (на 1 января 2023 года), в числе в городских условиях проживают — 10 753 человек (Крупки — 8 487 человек, Холопеничи — 1 370 человек, Бобр — 896 человек), в сельских — 11 341 человек.
Население района на 1 января 2018 года составляет 22 557 человек, в том числе в городских условиях проживает 10 962 человека (Крупки — 8650 человек, Холопеничи — 1381 человек, Бобр — 931 человек). Всего насчитывается 231 населённый пункт, в том числе 1 город и 2 поселка городского типа.
В 2018 году 17,8 % населения района было в возрасте моложе трудоспособного, 50,2 % — в трудоспособном, 32 % — старше трудоспособного. Ежегодно в Крупском районе рождается 230—310 детей и умирает 450—600 человек. Коэффициент рождаемости — 10,4 на 1000 человек в 2017 году, коэффициент смертности — 20,6. Наблюдается естественная убыль населения, и ежегодно численность населения уменьшается на 140—330 человек по естественным причинам (в 2017 году — −231 человек, или −10,2 на 1000 человек). В 2017 году в Крупском районе было заключено 142 брака (6,2 на 1000 человек) и 67 разводов (2,9).
| Численность населения (по годам) | Численность населения (по годам) | Численность населения (по годам) | Численность населения (по годам) | Численность населения (по годам) | Численность населения (по годам) | Численность населения (по годам) | Численность населения (по годам) | Численность населения (по годам) | Численность населения (по годам) |
| 1996                             | 2001                             | 2002                             | 2003                             | 2004                             | 2005                             | 2006                             | 2007                             | 2008                             | 2009                             |
| -------------------------------- | -------------------------------- | -------------------------------- | -------------------------------- | -------------------------------- | -------------------------------- | -------------------------------- | -------------------------------- | -------------------------------- | -------------------------------- |
| 36 000                           | ▼32 823                          | ▼32 084                          | ▼31 320                          | ▼30 449                          | ▼29 701                          | ▼28 952                          | ▼28 281                          | ▼27 495                          | ▼27 050                          |
| 2010                             | 2011                             | 2012                             | 2013                             | 2014                             | 2015                             | 2016                             | 2017                             | 2018                             | 2019                             |
| ▼26 349                          | ▼25 679                          | ▼25 014                          | ▼24 545                          | ▼24 058                          | ▼23 587                          | ▼23 241                          | ▼22 916                          | ▼22 557                          | ▼22 270                          |
| 2020                             | 2021                             | 2022                             | 2023                             | 2024                             | 2025                             |                                  |                                  |                                  |                                  |
|                                  |                                  |                                  | ▼22 094                          |                                  | ▼21 346                          |                                  |                                  |                                  |                                  |

| Национальный состав по переписи 2019 года | Национальный состав по переписи 2019 года | Национальный состав по переписи 2019 года | Национальный состав по переписи 2019 года | Национальный состав по переписи 2019 года | Национальный состав по переписи 2019 года | Национальный состав по переписи 2019 года | Национальный состав по переписи 2019 года | Национальный состав по переписи 2019 года | Национальный состав по переписи 2019 года | Национальный состав по переписи 2019 года | Национальный состав по переписи 2019 года | Национальный состав по переписи 2019 года |
| ----------------------------------------- | ----------------------------------------- | ----------------------------------------- | ----------------------------------------- | ----------------------------------------- | ----------------------------------------- | ----------------------------------------- | ----------------------------------------- | ----------------------------------------- | ----------------------------------------- | ----------------------------------------- | ----------------------------------------- | ----------------------------------------- |
|                                           | белорусы                                  | белорусы                                  | русские                                   | русские                                   | украинцы                                  | украинцы                                  | поляки                                    | поляки                                    | армяне                                    | армяне                                    |                                           |                                           |
| Всего                                     | 21 638                                    | 92,78 %                                   | 1114                                      | 4,78 %                                    | 272                                       | 1,17 %                                    | 52                                        | 0,22 %                                    | 51                                        | 0,22 %                                    |                                           |                                           |
| Национальный состав по переписи 2009 года |                                           |                                           |                                           |                                           |                                           |                                           |                                           |                                           |                                           |                                           |                                           |                                           |
|                                           | белорусы                                  | белорусы                                  | русские                                   | русские                                   | украинцы                                  | украинцы                                  | поляки                                    | поляки                                    | армяне                                    | армяне                                    | татары                                    | татары                                    |
| Всего                                     | 24 627                                    | 92,85 %                                   | 1357                                      | 5,12 %                                    | 236                                       | 0,89 %                                    | 57                                        | 0,21 %                                    | 47                                        | 0,18 %                                    | 24                                        | 0,09 %                                    |

По данным переписи 1939 года, в Крупском районе (в границах того времени) проживало 42 090 человек: 36 743 белорусов (87,3 %), 1867 евреев (4,4 %), 1777 русских (4,2 %), 700 поляков, 557 украинцев и 446 представителей других национальностей.
|                                               | 2010  | 2011  | 2012 | 2013 | 2014 | 2015 | 2016 | 2017  |
| --------------------------------------------- | ----- | ----- | ---- | ---- | ---- | ---- | ---- | ----- |
| Рождаемость (на 1000 человек)                 | 9,8   | 10,3  | 11,8 | 12,3 | 12,8 | 12,9 | 11,4 | 10,4  |
| Смертность (на 1000 человек)                  | 22,4  | 20,8  | 21,8 | 22,2 | 22,1 | 19,1 | 20,1 | 20,6  |
| Естественный прирост (на 1000 человек)        | -12,6 | -10,5 | -10  | -9,9 | -9,3 | -6,2 | -8,7 | -10,2 |
| Естественный прирост (в абсолютном выражении) | -327  | …     | …    | -241 | -220 | -144 | -200 | -231  |
| Миграционный прирост (в абсолютном выражении) | -343  | …     | …    | -246 | -251 | -202 | -125 | -128  |

## Населённые пункты
```
д Актавия              222027	Игрушковский поселковый Совет
д Альшаники            222040	Бобрский поселковый Совет
д Бабарика             222024	Холопеничский поселковый Совет
д Барсуки              222017	Яновщинский поселковый Совет
д Батуры               222023	Игрушковский поселковый Совет
д Белое                222022	Хотюховский поселковый Совет
д Березка              222045	Ухвальский поселковый Совет
д Березовка            222016	Крупский поселковый Совет
гп Бобр                222040	поселковый Совет
п Бобр                 222040	Бобрский поселковый Совет
д Бобрик               222019	Обчугский поселковый Совет
д Большая Слобода      222001	Крупский поселковый Совет
д Большие Жаберичи     222031	Докудовский поселковый Совет
д Большие Хольневичи   222017	Яновщинский поселковый Совет
д Большое Городно      222030	Выдрицкий поселковый Совет
д Большое Осово        222031	Докудовский поселковый Совет
д Большое Осово        222022	Хотюховский поселковый Совет
д Большой Вязок        222042	Денисовичский поселковый Совет
д Большой Каменец      222036	Октябрьский поселковый Совет
д Борки                222017	Яновщинский поселковый Совет
д Борки                222024	Холопеничский поселковый Совет
д Боровец              222040	Бобрский поселковый Совет
д Боровые              222016	Крупский поселковый Совет
д Борок                222032	Начский поселковый Совет
д Брище                222031	Докудовский поселковый Совет
д Буда                 222029	Холопеничский поселковый Совет
д Буда                 222026	Крупский поселковый Совет
д Великий Лес          222040	Бобрский поселковый Совет
д Версанка             222029	Холопеничский поселковый Совет
д Вершовка             222029	Холопеничский поселковый Совет
д Веселово             222024	Холопеничский поселковый Совет
д Виктолино            222018	Бобрский поселковый Совет
д Волковыск            222023	Игрушковский поселковый Совет
д Выдрица              222030	Выдрицкий поселковый Совет
д Высокое              222028	Октябрьский поселковый Совет
д Гальки               222024	Холопеничский поселковый Совет
д Ганковка             222029	Холопеничский поселковый Совет
д Гапоновичи           222016	Крупский поселковый Совет
д Глиновка             222017	Яновщинский поселковый Совет
д Гольсберг            222024	Холопеничский поселковый Совет
д Городище             222024	Холопеничский поселковый Совет
д Грицковичи           222025	Холопеничский поселковый Совет
д Гузовино             222013	Октябрьский поселковый Совет
д Гумны                222044	Ухвальский поселковый Совет
д Гута                 222023	Игрушковский поселковый Совет
д Двор Пересика        222023	Игрушковский поселковый Совет
д Дворище              222018	Бобрский поселковый Совет
д Деньгубка            222014	Обчугский поселковый Совет
д Докудово             222031	Докудовский поселковый Совет
д Докучино             222036	Октябрьский поселковый Совет
д Долгое               222018	Бобрский поселковый Совет
д Дубешня              222020	Начский поселковый Совет
д Дубовое              222042	Денисовичский поселковый Совет
д Дубровка             222036	Октябрьский поселковый Совет
д Дубы                 222013	Октябрьский поселковый Совет
д Дудари               222017	Яновщинский поселковый Совет
д Дудинка              222025	Холопеничский поселковый Совет
д Еджар                222042	Денисовичский поселковый Совет
д Еленка               222040	Бобрский поселковый Совет
д Ерошовка             222018	Бобрский поселковый Совет
д Журавы               222012	Обчугский поселковый Совет
д Забеньково           222044	Ухвальский поселковый Совет
д Заболотское          222018	Бобрский поселковый Совет
д Заболотье            222042	Денисовичский поселковый Совет
д Заборочье            222028	Октябрьский поселковый Совет
д Заборье              222014	Обчугский поселковый Совет
д Замки                222018	Бобрский поселковый Совет
д Заполье              222032	Начский поселковый Совет
д Запрудье             222022	Хотюховский поселковый Совет
д Запутки              222013	Октябрьский поселковый Совет
д Заровье              222011	Крупский поселковый Совет
д Заросли              222029	Холопеничский поселковый Совет
д Захаровка            222044	Ухвальский поселковый Совет
д Знаменская           222044	Ухвальский поселковый Совет
д Игрище               222022	Хотюховский поселковый Совет
д Игрушка              222021	Игрушковский поселковый Совет
д Калиновка            222024	Холопеничский поселковый Совет
д Каменка              222021	Игрушковский поселковый Совет
д Карповка             222016	Крупский поселковый Совет
д Карпушовка           222016	Крупский поселковый Совет
д Киевец               222014	Обчугский поселковый Совет
п Кирова               222014	Обчугский поселковый Совет
д Клади                222032	Начский поселковый Совет
д Клен                 222031	Докудовский поселковый Совет
д Кленовичи            222018	Бобрский поселковый Совет
д Клишино              222017	Яновщинский поселковый Совет
д Клубыничи            222019	Обчугский поселковый Совет
д Козубец              222022	Хотюховский поселковый Совет
д Колодница            222028	Октябрьский поселковый Совет
д Колос                222018	Бобрский поселковый Совет
д Колос                222032	Начский поселковый Совет
д Колыбаново           222014	Обчугский поселковый Совет
д Королево             222021	Игрушковский поселковый Совет
д Косеничи             222019	Обчугский поселковый Совет
д Красновинка          222019	Обчугский поселковый Совет
д Красновка            222025	Холопеничский поселковый Совет
д Красновка            222040	Бобрский поселковый Совет
д Красный Пахарь       222045	Ухвальский поселковый Совет
д Кристоповщина        222031	Докудовский поселковый Совет
д Круглица             222023	Игрушковский поселковый Совет
п Крупский             222020	поселковый Совет
д Купленка             222044	Ухвальский поселковый Совет
д Кутовец              222012	Обчугский поселковый Совет
д Куты                 222018	Бобрский поселковый Совет
д Лазовка              222016	Крупский поселковый Совет
д Лебедево             222011	Крупский поселковый Совет
п Ленок                222020	Начский поселковый Совет
д Ливаново             222016	Крупский поселковый Совет
д Липовец              222018	Бобрский поселковый Совет
д Лисичино             222017	Яновщинский поселковый Совет
д Логи                 222014	Обчугский поселковый Совет
д Ложки                222044	Ухвальский поселковый Совет
д Ломское              222012	Обчугский поселковый Ссовет
д Лошанцы              222027	Игрушковский поселковый Совет
д Лужа                 222027	Игрушковский поселковый Совет
д Лутище               222012	Обчугский поселковый Совет
д Лютые                222014	Октябрьский поселковый Совет
д Ляды                 222026	Крупский поселковый Совет
д Майск                222011	Крупский поселковый Совет
д Малая Слобода        222020	Крупский поселковый Совет
д Малиновка            222028	Октябрьский поселковый Совет
д Малое Городно        222030	Выдрицкий поселковый Совет
д Малое Осово          222032	Начский поселковый Совет
д Малое Хотюхово       222022	Хотюховский поселковый Совет
д Малые Жаберичи       222031	Докудовский поселковый Совет
д Малые Хольневичи     222028	Октябрьский поселковый Совет
д Малый Вязок          222042	Денисовичский поселковый Совет
д Малый Каменец        222017	Яновщинский поселковый Совет
д Масленка             222016	Крупский поселковый Совет
д Матошка              222045	Ухвальский поселковый Совет
д Мачулище             222040	Бобрский поселковый Совет
д Мачулище             222029	Холопеничский поселковый Совет
д Мелешковичи          222017	Яновщинский поселковый Совет
д Мерецкий Двор        222018	Бобрский поселковый Совет
д Можаны               222045	Ухвальский поселковый Совет
д Мощаница             222045	Ухвальский поселковый Совет
д Мхерино-1            222024	Холопеничский поселковый Совет
д Мхерино-2            222024	Холопеничский поселковый Совет
д Навесы               222040	Бобрский поселковый Совет
д Нача                 222032	Начский поселковый Совет
д Неверовщина	222031	Докудовский поселковый Совет
д Николаевка	222044	Ухвальский поселковый Совет
д Новая Крупка	222001	Крупский поселковый Совет
д Новая Нива	222045	Ухвальский поселковый Совет
д Новая Слобода	222045	Ухвальский поселковый Совет
п Новое Житьё	222001	поселковый Совет
д Новоселки	222018	Бобрский поселковый Совет
д Новохросты	222020	Крупский поселковый Совет
д Новые Денисовичи	222042	Денисовичский поселковый Совет
д Новые Пышачи	222045	Ухвальский поселковый Совет
д Новые Щавры	222022	Хотюховский поселковый Совет
д Новый Сокол	222044	Денисовичский поселковый Совет
д Новый Шлях	222045	Ухвальский поселковый Совет
д Обчуга	222014	Обчугский поселковый Совет
д Октябрь	222012	Обчугский поселковый Совет
д Осечено	222019	Обчугский поселковый Совет
д Осиновка	222026	Крупский поселковый Совет
д Осовец	222022	Хотюховский поселковый Совет
д Осово		222040	Бобрский поселковый Совет
д Островки	222014	Обчугский поселковый Совет
д Острово	222032	Начский поселковый Совет
д Острово	222021	Игрушковский поселковый Совет
д Папарное	222042	Денисовичский поселковый Совет
д Плавущее Галое	222032	Начский поселковый Совет
д Плисса	222018	Бобрский поселковый Совет
д Подалец	222024	Холопеничский поселковый Совет
д Подберезье	222022	Хотюховский поселковый Совет
д Подберезье	222017	Яновщинский поселковый Совет
д Подсосенка	222040	Бобрский поселковый Совет
д Посемковичи	222017	Яновщинский поселковый Совет
д Прикленок	222031	Докудовский поселковый Совет
д Приямино	222032	Начский поселковый Совет
д Прошика	222013	Октябрьский поселковый Совет
д Прудец	222029	Холопеничский поселковый Совет
д Прудины	222012	Обчугский поселковый Совет
д Прудок	222030	Выдрицкий поселковый Совет
д Прусовщина	222044	Ухвальский поселковый Совет
д Радица	222027	Игрушковский поселковый Совет
д Ротань	222026	Крупский поселковый Совет
д Самоседовка	222021	Игрушковский поселковый Совет
д Свиридовка	222045	Ухвальский поселковый Совет
д Селицкое	222020	Крупский поселковый Совет
д Селище	222045	Ухвальский поселковый Совет
д Синиченка	222018	Бобрский поселковый Совет
д Скаковка	222040	Бобрский поселковый Совет
д Скородица	222026	Крупский поселковый Совет
д Слобода	222012	Обчугский поселковый Совет
д Слобода	222025	Холопеничский поселковый Совет
д Смородинка	222012	Обчугский поселковый Совет
д Соколовичи	222040	Бобрский поселковый Совет
д Сомры		222045	Ухвальский поселковый Совет
д Стаи		222018	Бобрский поселковый Совет
д Старая Пересика	222023	Игрушковский поселковый Совет
д Старая Слобода	222045	Ухвальский поселковый Совет
д Староселье	        222027	Игрушковский поселковый Совет
д Старые Денисовичи	222042	Денисовичский поселковый Совет
д Старые Пышачи	222045	Ухвальский поселковый Совет
д Старые Щавры	222022	Хотюховский поселковый Совет
д Старый Бобр	222040	Бобрский поселковый Совет
д Старый Бобр	222018	Бобрский поселковый Совет
д Старый Сокол	222042	Денисовичский поселковый Совет
д Сторожище	222036	Октябрьский поселковый Совет
д Струга	222025	Холопеничский поселковый Совет
д Студенка	222026	Крупский поселковый Совет
д Топорище	222013	Октябрьский поселковый Совет
д Трудовик	222045	Ухвальский поселковый Совет
д Узнаж		222044	Ухвальский поселковый совет
д Узнацк	222023	Игрушковский поселковый Совет
д Усохи		222020	Крупский поселковый Совет
д Устиновка	222016	Крупский поселковый Совет
д Ухвала	222044	Ухвальский поселковый Совет
д Хаританцы	222028	Октябрьский поселковый Совет
д Хватынка	222014	Обчугский поселковый Совет
гп Холопеничи	222024	поселковый Совет
п Хольневичи	222017	Яновщинский поселковый Совет
д Хотюхово	222022	Хотюховский поселковый Совет
д Худово	222036	Октябрьский поселковый Совет
д Худовцы	222011	Крупский поселковый Совет
д Череевка	222028	Октябрьский поселковый Совет
д Черноосово	222044	Ухвальский поселковый Совет
д Чернявка	222040	Бобрский поселковый Совет
д Шамки		222024	Холопеничский поселковый Совет
п Шарнево	222014	Обчугский поселковый Совет
д Шарнево	222014	Обчугский поселковый Совет
д Шарпиловка	222014	Обчугский поселковый Совет
д Шатьки	222018	Бобрский поселковый Совет
д Шейка		222011	Крупский поселковый Совет
д Шинки		222042	Денисовичский поселковый Совет
д Шияловка	222031	Докудовский поселковый Совет
д Шкорневка	222012	Обчугский поселковый Совет
п Язбы		222013	Октябрьский поселковый Совет
д Язбы		222013	Октябрьский поселковый Ссовет
д Якимовка	222029	Холопеничский поселковый Совет
д Яновщина	222017	Яновщинский поселковый Совет

```

## Экономика
Выручка от реализации продукции, товаров, работ, услуг за 2017 год составила 136,6 миллионов рублей, в том числе 53,8 млн рублей пришлось на сельское, лесное и рыбное хозяйство, 38,8 миллионов на промышленность, 6,9 млн на строительство, 30,1 млн на торговлю и ремонт, 7,1 млн на прочие виды экономической деятельности. По объёму выручки Крупский район занимает последнее место в Минской области.

### Сельское хозяйство
В 2017 году сельскохозяйственные организации района собрали 50 тысяч тонн зерновых и зернобобовых культур при урожайности 24,2 ц/га (средняя по области — 35 ц/га) и 1188 т льноволокна (урожайность — 8,9 ц/га). В 2017 году сельскохозяйственные организации района реализовали 15,1 тыс. т мяса скота и птицы и произвели 35,8 тыс. т молока (средний удой — 3882 кг). На 1 января 2018 года в сельскохозяйственных организациях района содержалось 18,8 тыс. голов крупного рогатого скота, в том числе 9 тыс. коров.

### Промышленность
Промышленность района представлена предприятиями разной формы собственности, в том числе — Холопеничский филиал ОАО «Здравушка-милк» (производит сыры, масло, казеин), ООО «Амкодор-Можа» (зерносушильные комплексы, теплогенераторы и воздухонагреватели, различное сельскохозяйственное оборудование), ОАО «Крупский льнокомбинат» (первичная переработка льна), ОАО «Туршовка» (добыча торфа, производство питательных грунтов; расположен в агрогородке Ухвала на юге района).
УП «Крупский деревообрабатывающий комбинат» ликвидировано в результате реорганизации в 2014 году.
В промышленности среднесписочная численность промышленно-производственного персонала по состоянию на 01.01.08г. составила 925 человек.

## Транспорт
По территории района проходит железная и автомобильная дорога Москва—Брест, автодорога Чашники—Бобр—Березино.
Через район проходят газопроводы «Торжок—Минск—Ивацевичи», «Ямал—Европа», которые обслуживает ОАО «Белтрансгаз».

## Здравоохранение
В 2016 году в организациях Министерства здравоохранения Республики Беларусь, расположенных на территории района, работало 53 практикующих врача (23,1 на 10 тысяч человек) и 298 средних медицинских работников (130 на 10 тысяч человек). В больницах насчитывалось 186 коек (81,2 на 10 тысяч человек).

## Образование
В 2017/2018 учебном году в районе действовало 13 учреждений дошкольного образования, которые обслуживали 829 детей, и 15 учреждений общего среднего образования, в которых обучалось 2497 детей. Учебный процесс обеспечивало 370 учителей.

## Культура
В 2017 году публичные библиотеки района посетили 10,1 тысяч человек, которым было выдано 179,4 тысяч экземпляров книг и журналов. В 2017 году в районе действовало 20 клубов.
В Крупках действует Государственное учреждение «Крупский районный историко-краеведческий музей» с 8,7 тысяч музейных предметов основного фонда
- Филиал — Художественная галерея имени Б. В. Аракчеева в Крупки

## Достопримечательности
- Озеро Селява
- Городской парк (Крупки)
- Бывшая панская усадьба в стиле модерн. В начале XX века усадьба принадлежала Свяцким, сейчас является административным зданием (Крупки)
- Помещичий дворец в стиле позднего классицизма в деревне Язбы (конец века)
- Свято-Богородицкая церковь из дерева (1894) в агрогородке Худовцы
- Свято-Спасо-Преображенская церковь (1850) в деревне Грицковичи
- Церковь середины XIX века в агрогородке Колодница
- Мемориальный комплекс «Партизанский лагерь» в Бобрском сельсовете